# Karl Parts
Karl Parts 15 juillet 1886 - 1er septembre 1941 était un militaire estonien, colonel lors de la Guerre d'indépendance de l'Estonie.

## Historique
Il est diplôme de l'école militaire de Peterhof et combat lors de la Grande guerre dans les rangs de l'Armée impériale russe, il est décoré de l'ordre de Saint-Stanislas et de l'ordre de Sainte-Anne.
Il est l'un des onze Estoniens décorés de la Croix de la Liberté VR I/1.

## En images

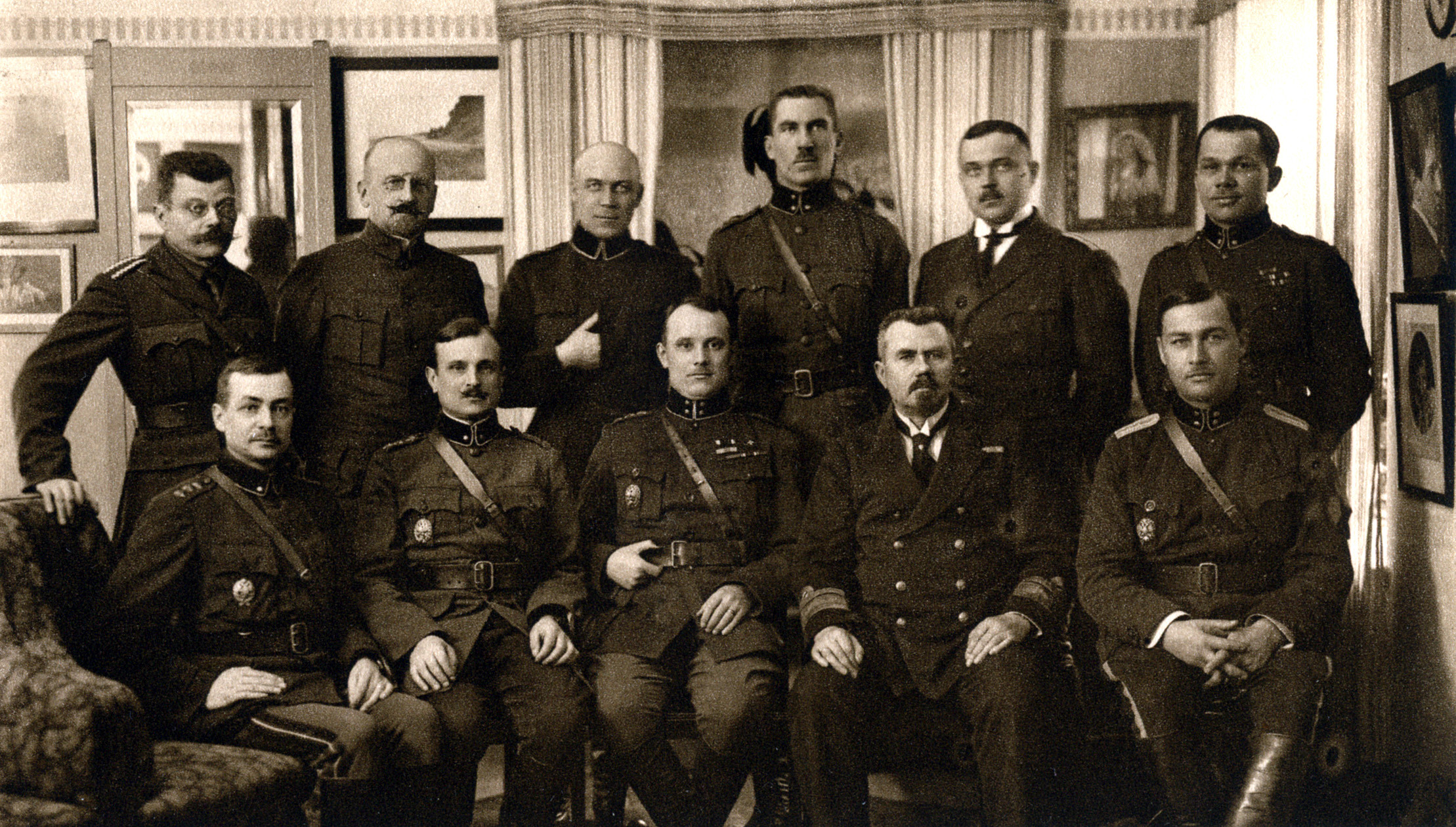
Haut commandement de l'armée estonienne avec Aleksander Tõnisson, Andres Larka , Johan Laidoner et Jaan Soots en 1920.
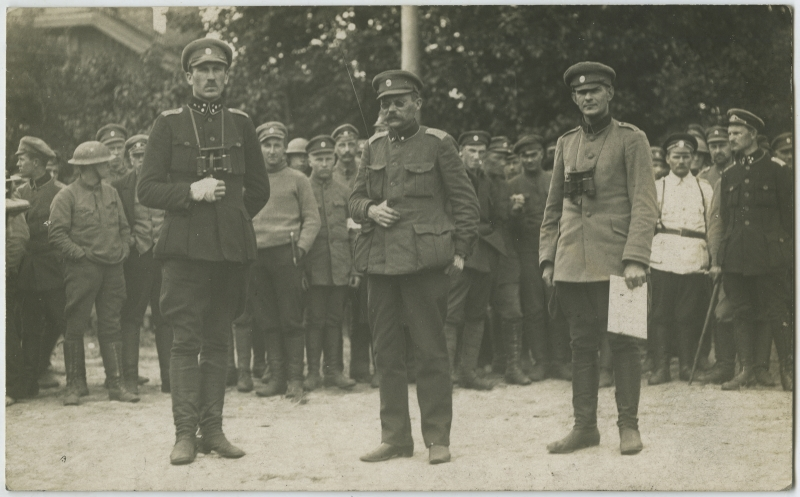
En 1919 avec Ernst Põdder et Nikolai Reek par Karl Hugo Akel.
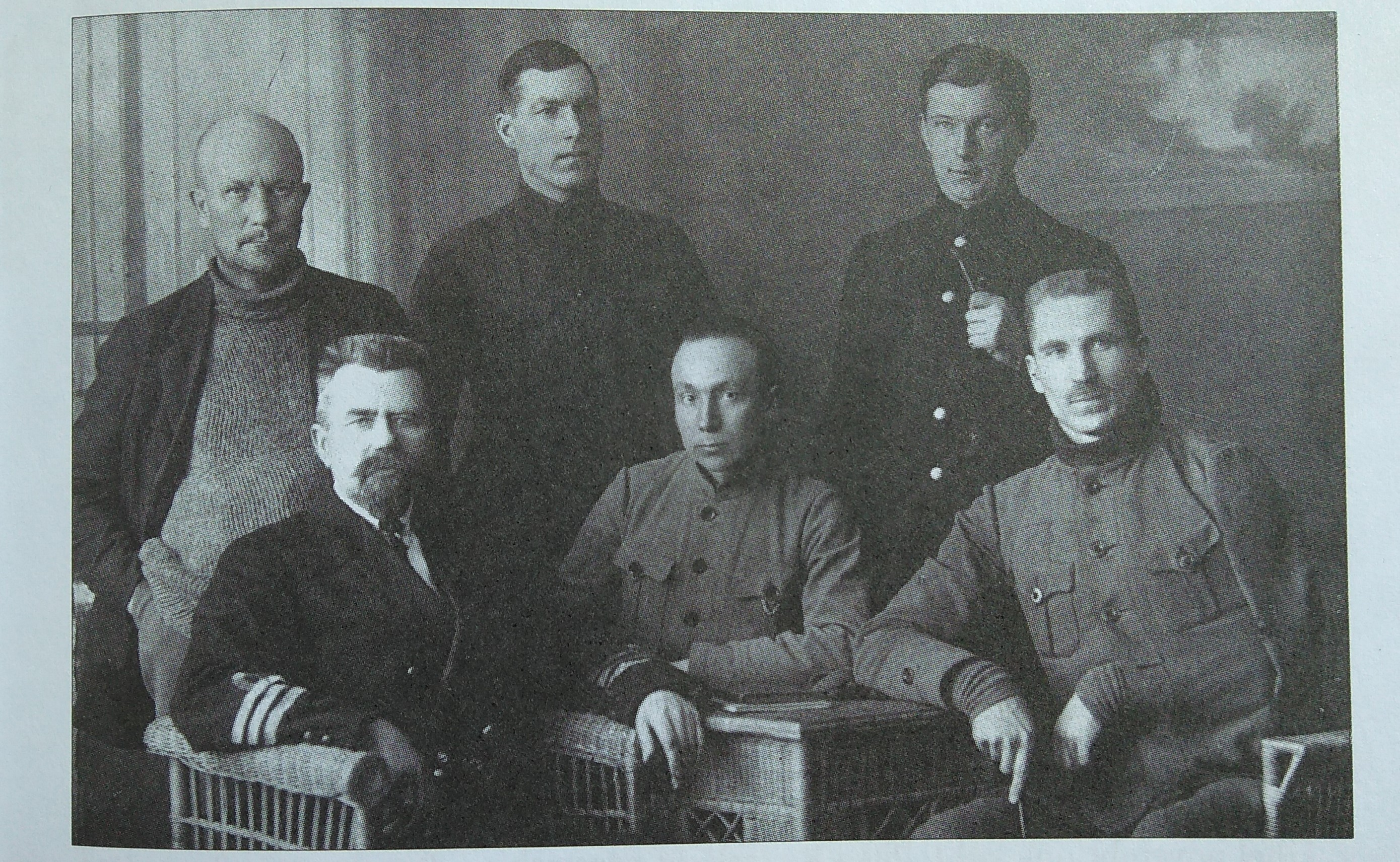
La direction des trains blindés Johan Pitka et Anton Irv.
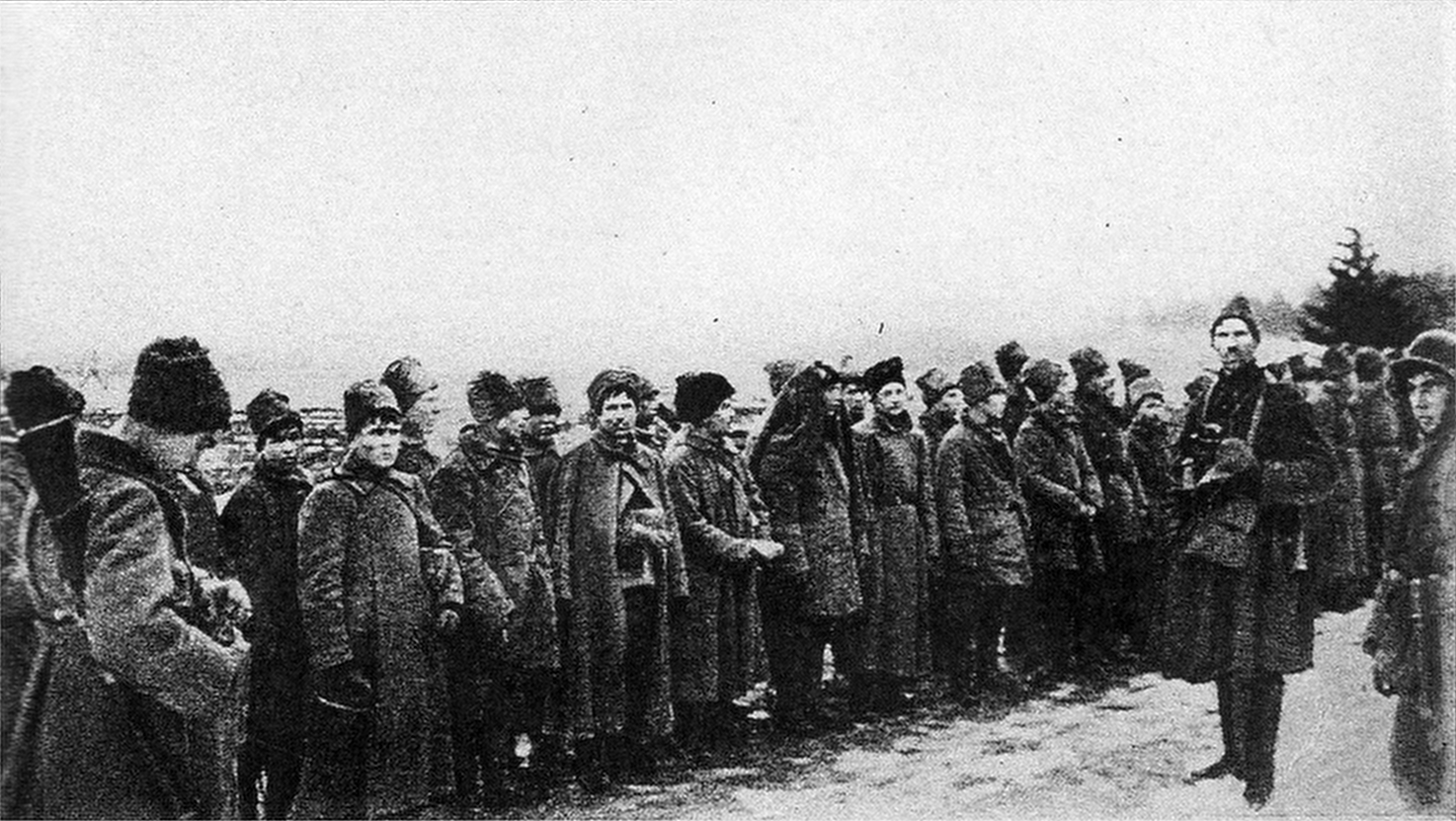
Prisonniers russes après la bataille de Tapa ; il tient des jumelles.